# Buzan
Pour les articles homonymes, voir Buzan (homonymie).
Buzan est une commune française du département de l'Ariège, en région Occitanie.
Incluse dans le parc naturel régional des Pyrénées ariégeoises, la commune possède un patrimoine naturel remarquable : un site Natura 2000 et quatre zones naturelles d'intérêt écologique, faunistique et floristique.

## Géographie

### Localisation
Buzan  est une commune des Pyrénées située dans le Castillonnais, au sud-ouest de Saint-Girons, dans l'ouest de l'Ariège, limitrophe du département de Haute-Garonne et qui fait partie du parc naturel régional des Pyrénées ariégeoises.
Elle fait partie, sur le plan historique et culturel, du Couserans, pays aux racines gasconnes structuré par le cours du Salat (affluent de la Garonne), que rien ne prédisposait à rejoindre les anciennes dépendances du comté de Foix.
Elle se situe à 52 km à vol d'oiseau de Foix, préfecture du département, et à 16 km de Saint-Girons, sous-préfecture.

### Communes limitrophes
Les communes limitrophes sont  Aucazein, Balaguères, Fougaron, Illartein, Orgibet, Saint-Jean-du-Castillonnais, Urau et Villeneuve.
| Fougaron (Haute-Garonne)    | Urau (Haute-Garonne) | Balaguères |
| Saint-Jean-du-Castillonnais | Buzan                | Villeneuve |
| Orgibet                     | Illartein            | Aucazein   |

### Géologie et relief

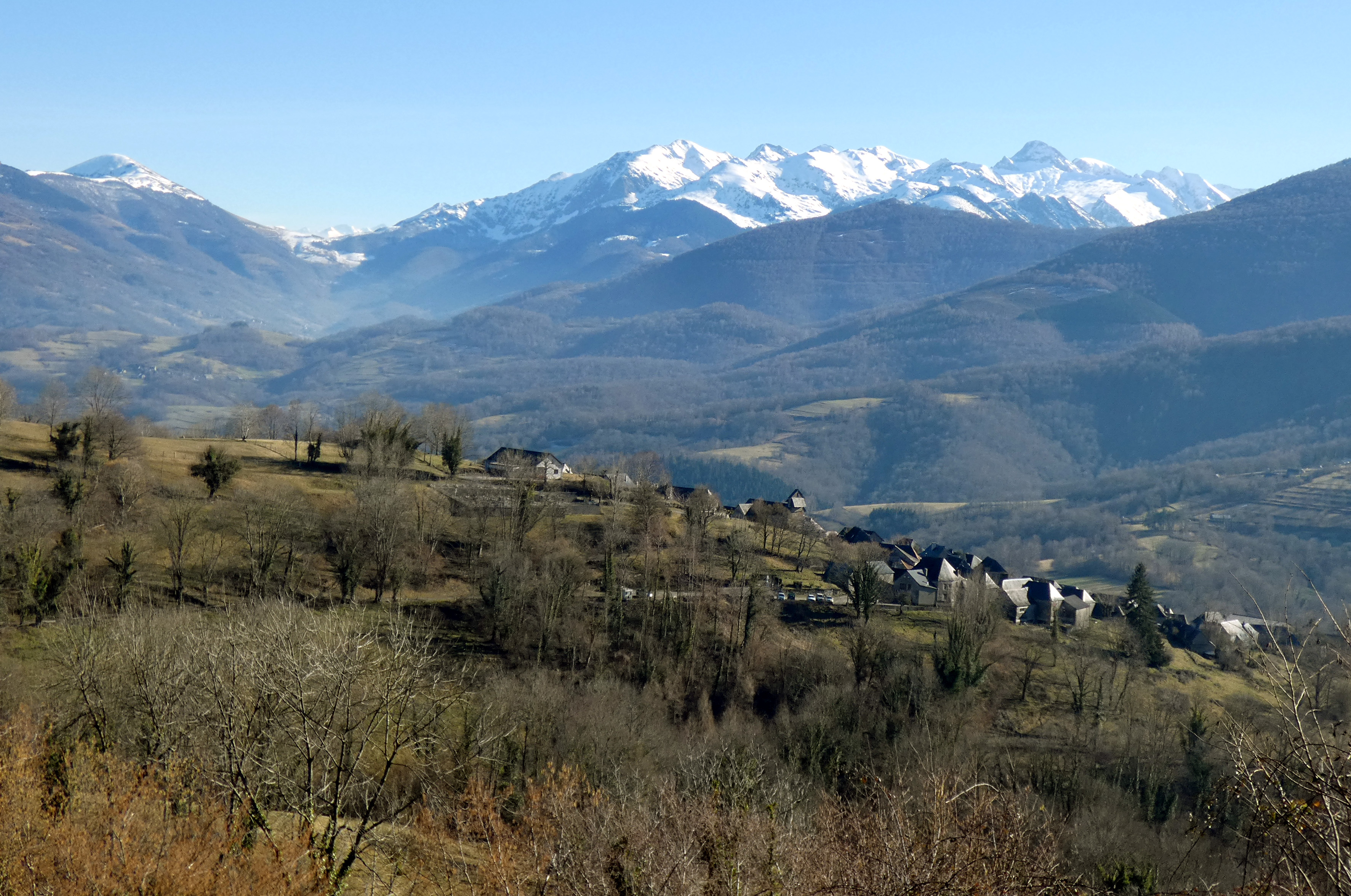
Buzan et la chaîne ici dominée par le pic de Maubermé (2880 m)

La commune est située dans les Pyrénées, une chaîne montagneuse jeune, érigée durant l'ère tertiaire (il y a 40 millions d'années environ), en même temps que les Alpes. Les terrains affleurants sur le territoire communal sont constitués de roches pour partie sédimentaires et pour partie métamorphiques datant du Mésozoïque, anciennement appelé Ère secondaire, qui s'étend de −252,2 à −66,0 Ma. La structure détaillée des couches affleurantes est décrite dans la feuille « n°1073 - Aspect » de la carte géologique harmonisée au 1/50 000ème du département de l'Ariège, et sa notice associée.
La superficie cadastrale de la commune publiée par l’Insee, qui sert de références dans toutes les statistiques, est de 8,55 km2,. La superficie géographique, issue de la BD Topo, composante du Référentiel à grande échelle produit par l'IGN, est quant à elle de 8,63 km2. Son relief est particulièrement découpé puisque la dénivelée maximale atteint 771 mètres. L'altitude du territoire varie entre 600 m et 1 371 m.

### Hydrographie

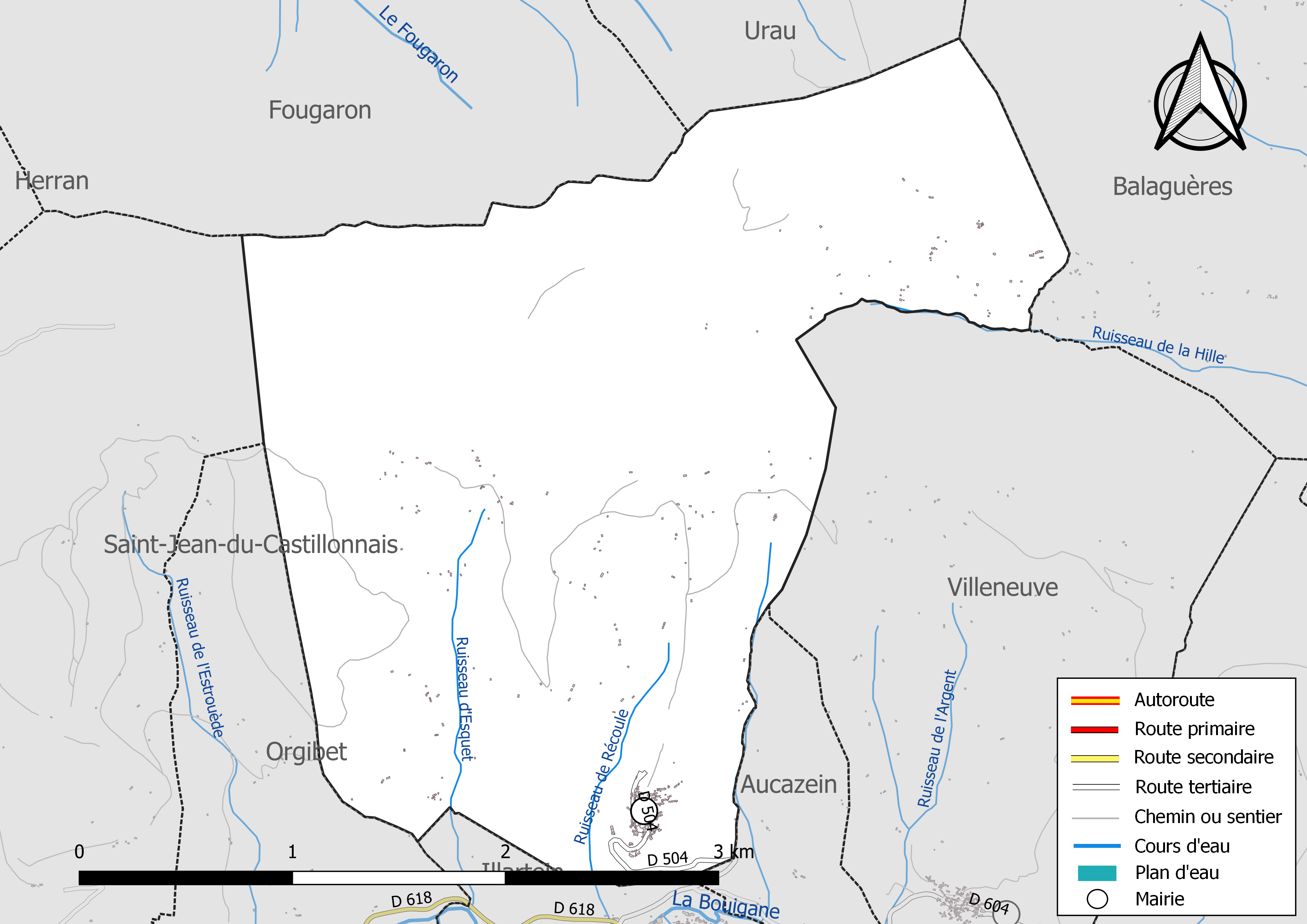
Réseaux hydrographique et routier de Buzan.

La commune est dans le bassin versant de la Garonne, au sein du bassin hydrographique Adour-Garonne.
Elle est drainée par le ruisseau de la Hille, le ruisseau de Récoule, le ruisseau d'Esquet et par un petit cours d'eau, constituant un réseau hydrographique de 3 km de longueur totale,.

### Climat
Pour des articles plus généraux, voir Climat de l'Occitanie et Climat de l'Ariège.
En 2010, le climat de la commune est de type climat océanique dégradé des plaines du Centre et du Nord, selon une étude s'appuyant sur une série de données couvrant la période 1971-2000. En 2020, Météo-France publie une typologie des climats de la France métropolitaine dans laquelle la commune est exposée à un climat de montagne et est dans la région climatique Pyrénées centrales, caractérisée par une pluviométrie annuelle de 1 000 à 1 200 mm.
Pour la période 1971-2000, la température annuelle moyenne est de 10,5 °C, avec une amplitude thermique annuelle de 15,2 °C. Le cumul annuel moyen de précipitations est de 1 176 mm, avec 9,7 jours de précipitations en janvier et 8 jours en juillet. Pour la période 1991-2020, la température moyenne annuelle observée sur la station météorologique la plus proche, située sur la commune d'Augirein à 4 km à vol d'oiseau, est de 11,7 °C et le cumul annuel moyen de précipitations est de 1 257,9 mm,. Pour l'avenir, les paramètres climatiques de la commune estimés pour 2050 selon différents scénarios d'émission de gaz à effet de serre sont consultables sur un site dédié publié par Météo-France en novembre 2022.

### Milieux naturels et biodiversité

#### Espaces protégés
La protection réglementaire est le mode d’intervention le plus fort pour préserver des espaces naturels remarquables et leur biodiversité associée,.
La commune fait partie du parc naturel régional des Pyrénées ariégeoises, créé en 2009 et d'une superficie de 245 973 ha, qui s'étend sur 138 communes du département. Ce territoire unit les plus hauts sommets aux frontières de l’Andorre et de l’Espagne (la Pique d'Estats, le mont Valier, etc) et les plus hautes vallées des avants-monts, jusqu’aux plissements du Plantaurel.

#### Réseau Natura 2000

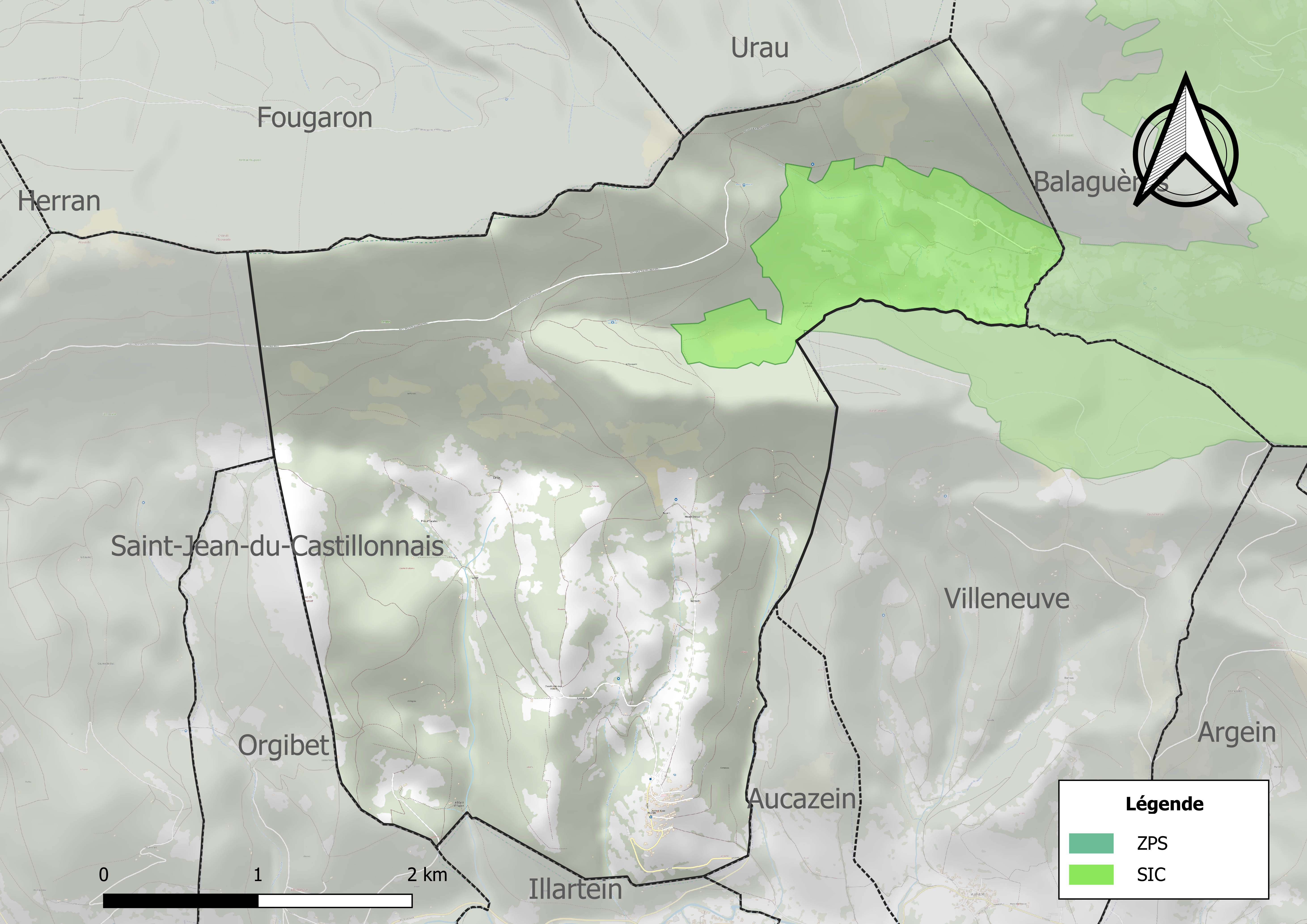
Site Natura 2000 sur le territoire communal.

Le réseau Natura 2000 est un réseau écologique européen de sites naturels d'intérêt écologique élaboré à partir des directives habitats et oiseaux, constitué de zones spéciales de conservation (ZSC) et de zones de protection spéciale (ZPS).
Un site Natura 2000 a été défini sur la commune au titre de la directive habitats : le « chars de Moulis et de Liqué, grotte d'Aubert, Soulane de Balaguères et de Sainte-Catherine, granges des vallées de Sour et d'Astien », d'une superficie de 4 377 ha, un ensemble de petits massifs calcaires karstifiés avec sites à orchidées exceptionnels et des grottes de reproduction pour les chauves-souris.

#### Zones naturelles d'intérêt écologique, faunistique et floristique
L’inventaire des zones naturelles d'intérêt écologique, faunistique et floristique (ZNIEFF) a pour objectif de réaliser une couverture des zones les plus intéressantes sur le plan écologique, essentiellement dans la perspective d’améliorer la connaissance du patrimoine naturel national et de fournir aux différents décideurs un outil d’aide à la prise en compte de l’environnement dans l’aménagement du territoire.
Trois ZNIEFF de type 1 sont recensées sur la commune :
- les « forêts de Saleich et de l'Estelas et stations sèches de Francazal et de Salège » (3 194 ha), couvrant 16 communes dont 8 dans l'Ariège et 8 dans la Haute-Garonne[27] ;
- le « réseau hydrographique de la Bouigane en aval de Saint-Lary » (114 ha), couvrant 14 communes dont 13 dans l'Ariège et 1 dans la Haute-Garonne[28],
- la « soulane de Balaguères au Char de Liqué » (5 178 ha), couvrant 13 communes du département[29] ;

et une ZNIEFF de type 2, : 
le « massif d'Arbas » (27 233 ha), couvrant 90 communes dont 48 dans l'Ariège et 42 dans la Haute-Garonne.

Carte des ZNIEFF de type 1 et 2 à Buzan.
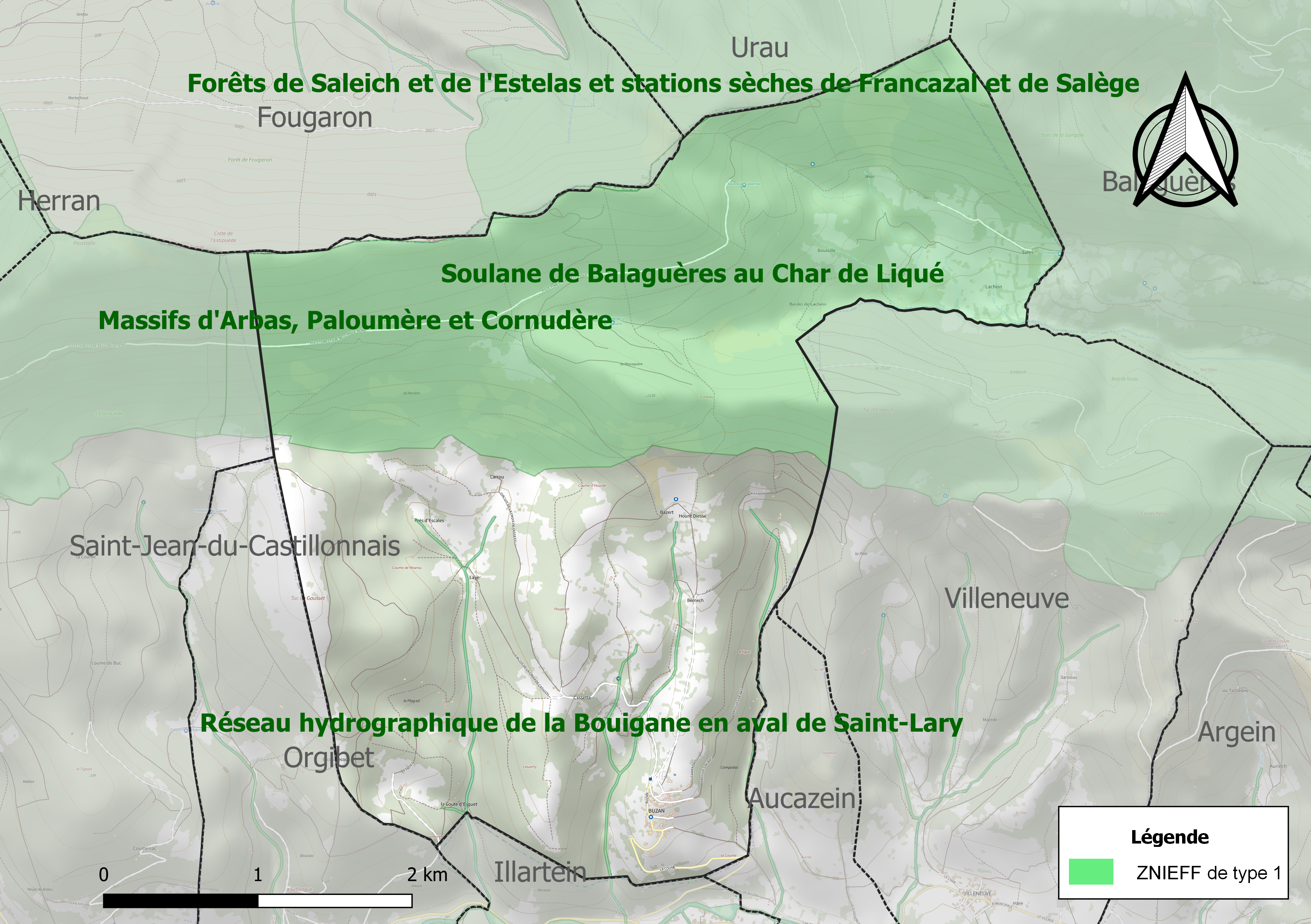
Carte des ZNIEFF de type 1 sur la commune.
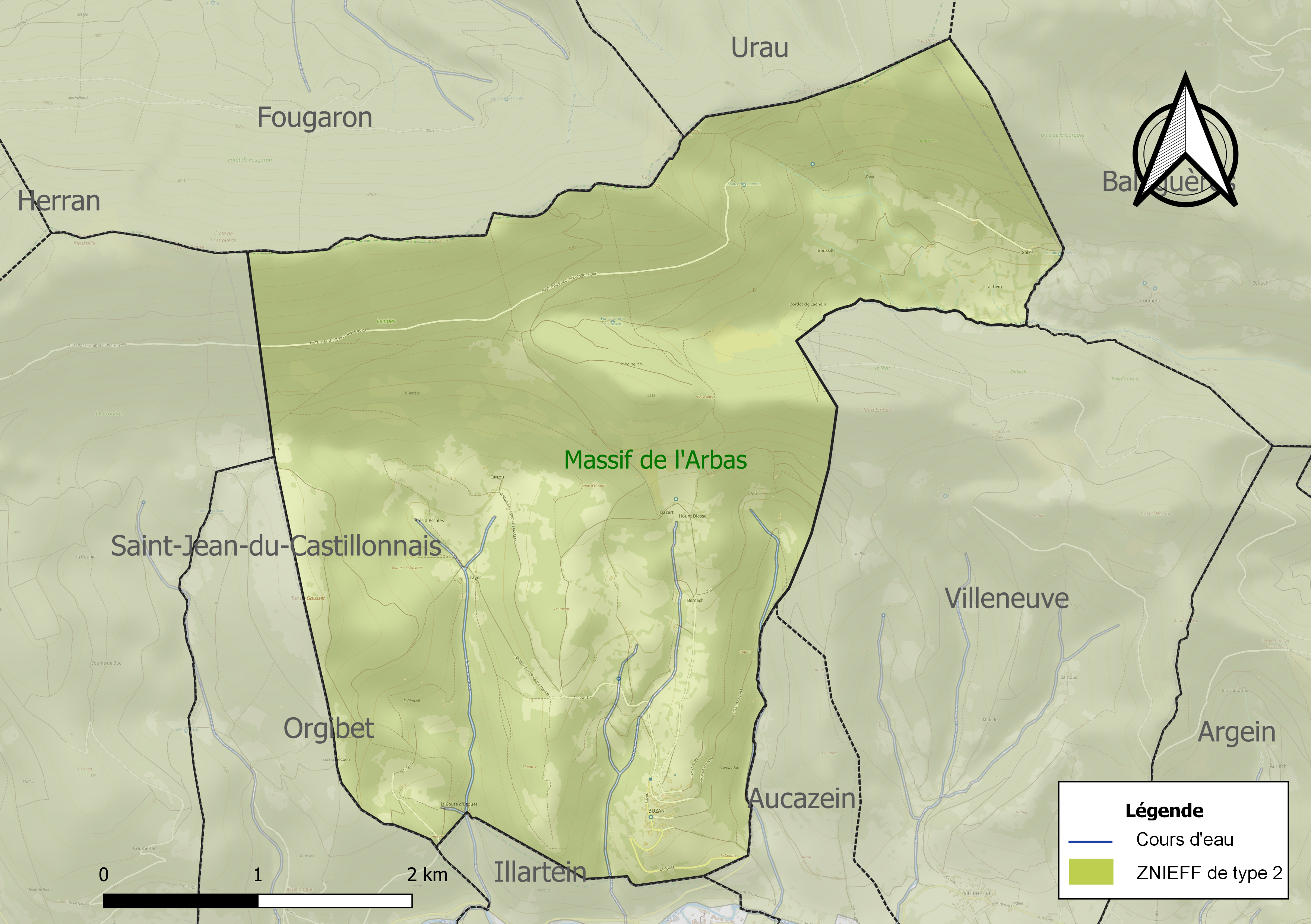
Carte de la ZNIEFF de type 2 sur la commune.

## Urbanisme

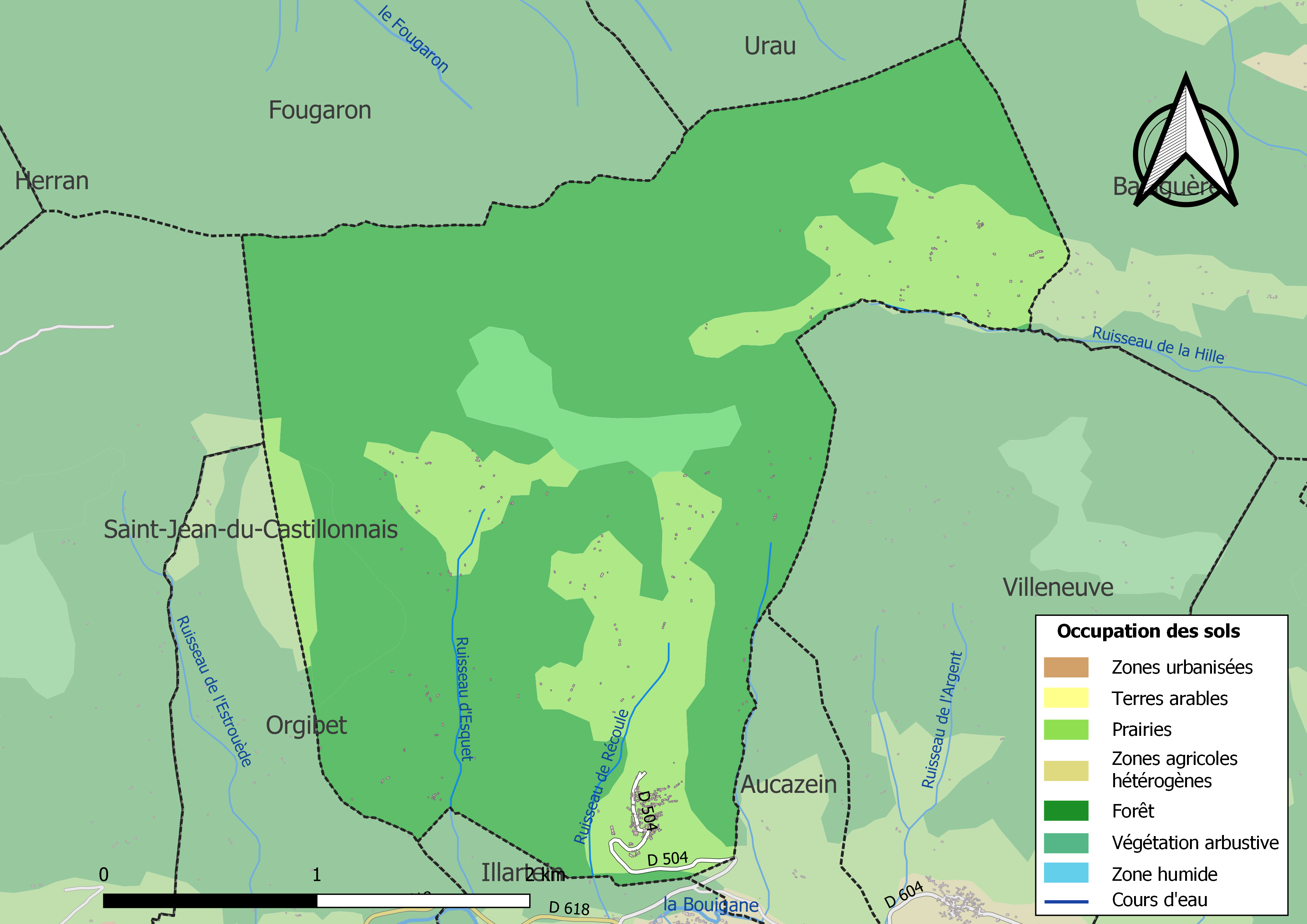
Carte des infrastructures et de l'occupation des sols de la commune en 2018 (CLC).

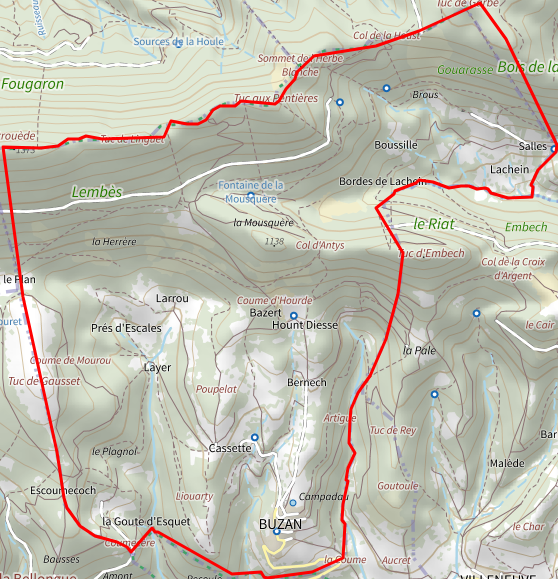
Carte topographique de la commune en 2022.

### Typologie
Au 1er janvier 2024, Buzan est catégorisée commune rurale à habitat très dispersé, selon la nouvelle grille communale de densité à 7 niveaux définie par l'Insee en 2022.
Elle est située hors unité urbaine et hors attraction des villes,.

### Occupation des sols
L'occupation des sols de la commune, telle qu'elle ressort de la base de données européenne d’occupation biophysique des sols Corine Land Cover (CLC), est marquée par l'importance des forêts et milieux semi-naturels (76,7 % en 2018), une proportion identique à celle de 1990 (76,7 %). La répartition détaillée en 2018 est la suivante : 
forêts (72,5 %), prairies (23,3 %), milieux à végétation arbustive et/ou herbacée (4,2 %). L'évolution de l’occupation des sols de la commune et de ses infrastructures peut être observée sur les différentes représentations cartographiques du territoire : la carte de Cassini (XVIIIe siècle), la carte d'état-major (1820-1866) et les cartes ou photos aériennes de l'IGN pour la période actuelle (1950 à aujourd'hui).

### Lieux-dits, hameaux et écarts
La Goute d'Esquet, la Sales de la Chein, Courdille, …

### Habitat et logement
En 2018, le nombre total de logements dans la commune était de 67, alors qu'il était de 69 en 2013 et de 58 en 2008.
Parmi ces logements, 28,7 % étaient des résidences principales, 71,3 % des résidences secondaires et 0 % des logements vacants. Ces logements étaient pour 94,1 % d'entre eux des maisons individuelles et pour 5,9 % des appartements.
Le tableau ci-dessous présente la typologie des logements à Buzan en 2018 en comparaison avec celle de l'Ariège et de la France entière. Une caractéristique marquante du parc de logements est ainsi une proportion de résidences secondaires et logements occasionnels (71,3 %), très supérieure à celle du département (24,6 %) et à celle de la France entière (9,7 %). Concernant le statut d'occupation de ces logements, 75 % des habitants de la commune sont propriétaires de leur logement (80 % en 2013), contre 66,3 % pour l'Ariège et 57,5 % pour la France entière.
| Typologie                                               | Buzan | Ariège | France entière |
| ------------------------------------------------------- | ----- | ------ | -------------- |
| Résidences principales (en %)                           | 28,7  | 65,7   | 82,1           |
| Résidences secondaires et logements occasionnels (en %) | 71,3  | 24,6   | 9,7            |
| Logements vacants (en %)                                | 0     | 9,7    | 8,2            |

### Voies de communication et transports
Accès par les routes départementales RD 618 et RD 504.

### Risques naturels et technologiques

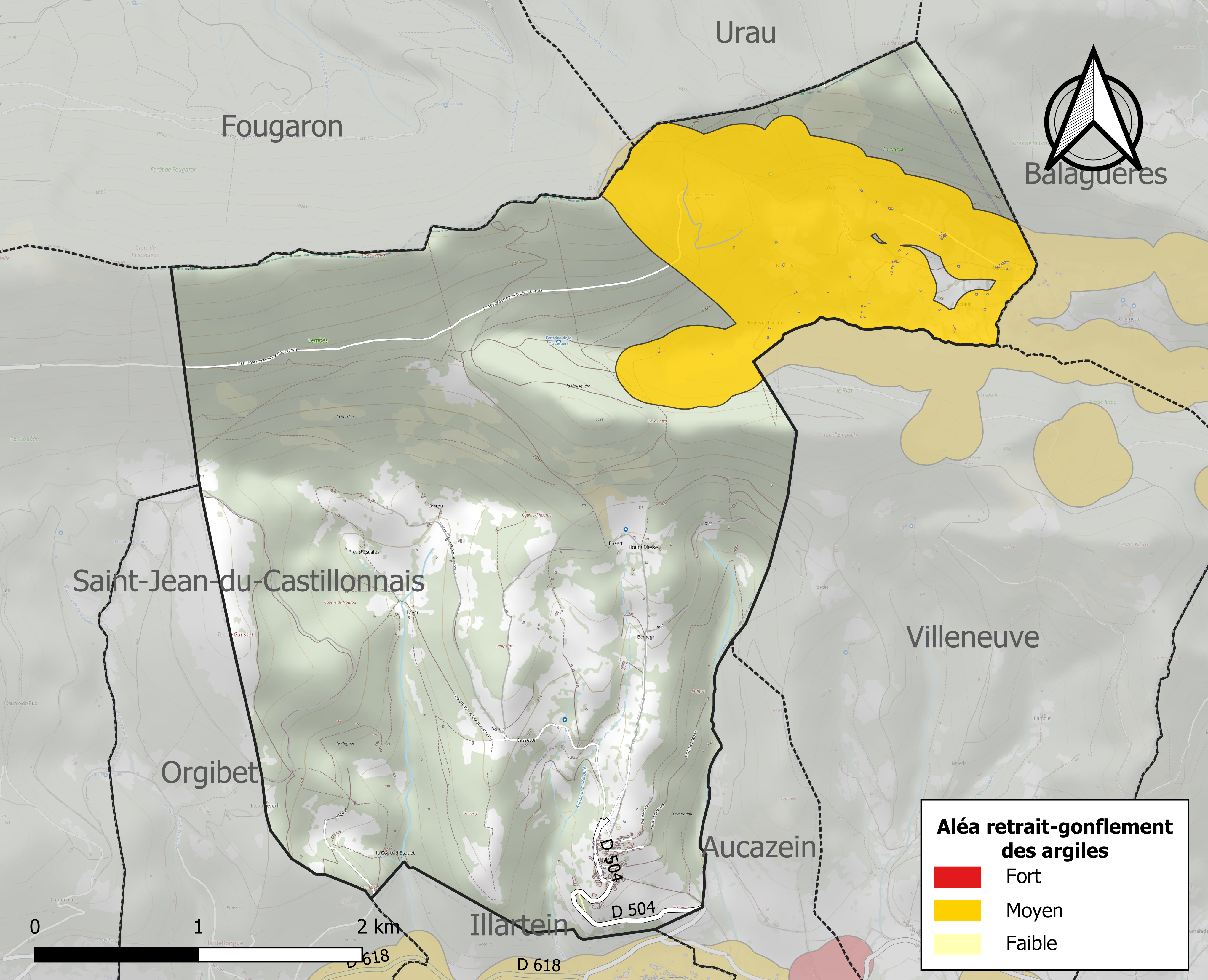
Zonage de l'aléa retrait-gonflement des argiles sur la commune de Buzan.

Le territoire de la commune de Buzan est vulnérable à différents aléas naturels : inondations, climatiques (grand froid ou canicule), feux de forêts, mouvements de terrains et séisme (sismicité modérée),.
Certaines parties du territoire communal sont susceptibles d’être affectées par le risque d’inondation par crue torrentielle d'un cours d'eau, ou ruissellement d'un versant.
Les mouvements de terrains susceptibles de se produire sur la commune sont soit des chutes de blocs, soit des glissements de terrains, soit des mouvements liés au retrait-gonflement des argiles. Près de 50 % de la superficie du département est concernée par l'aléa retrait-gonflement des argiles, dont la commune de Buzan. L'inventaire national des cavités souterraines permet par ailleurs de localiser celles situées sur la commune.

## Histoire

### Projet de fusion de communes
Le 29 avril 2018, les habitants se sont exprimés contre un  projet de constitution d'une commune nouvelle avec Saint-Jean-du-Castillonnais, Orgibet et Illartein,.

## Politique et administration

### Rattachements administratifs et électoraux

#### Rattachements administratifs
La commune se trouve  dans l'arrondissement de Saint-Girons du département de l'Ariège.
Elle faisait partie depuis 1793 du canton de Castillon-en-Couserans. Dans le cadre du redécoupage cantonal de 2014 en France, cette circonscription administrative territoriale a disparu, et le canton n'est plus qu'une circonscription électorale.

#### Rattachements électoraux
Pour les élections départementales, la commune fait partie depuis 2014 du canton du Couserans Ouest
Pour l'élection des députés, elle fait partie de la première circonscription de l'Ariège depuis le redécoupage électoral de 1986.

### Intercommunalité
Buzan était membre de la petite communauté de communes du Castillonnais, un établissement public de coopération intercommunale (EPCI) à fiscalité propre créé fin 1995 et auquel la commune avait transféré un certain nombre de ses compétences, dans les conditions déterminées par le code général des collectivités territoriales.
Dans le cadre des dispositions de la loi portant nouvelle organisation territoriale de la République du 7 août 2015, qui prévoit que les établissements publics de coopération intercommunale (EPCI) à fiscalité propre doivent avoir un minimum de 15 000 habitants, cette intercommunalité a fusionné avec ses voisines  pour former, le 1er janvier 2017, la communauté de communes Couserans-Pyrénées, dont est désormais membre la commune.

### Administration municipale
Le nombre d'habitants au recensement de 2011 étant inférieur à 100, le nombre de membres du conseil municipal  est de sept, y compris le maire et ses adjoints.

### Liste des maires
| Période                                  | Période                        | Identité           | Étiquette | Qualité         |
| ---------------------------------------- | ------------------------------ | ------------------ | --------- | --------------- |
| Les données manquantes sont à compléter. |                                |                    |           |                 |
| 2001 ou avant                            | 2015                           | Arlette Nougarol   | DVG       | Fonctionnaire   |
| octobre 2015                             |                                | Yvon Ochandorena   |           | Agriculteur     |
| octobre 2023                             | En cours (au 30 novembre 2023) | Françoise Audubert |           | Cadre retraitée |

## Équipements et services publics

### Enseignement
Buzan fait partie de l'académie de Toulouse.

## Population et société

### Démographie
L'évolution du nombre d'habitants est connue à travers les recensements de la population effectués dans la commune depuis 1793. Pour les communes de moins de 10 000 habitants, une enquête de recensement portant sur toute la population est réalisée tous les cinq ans, les populations de référence des années intermédiaires étant quant à elles estimées par interpolation ou extrapolation. Pour la commune, le premier recensement exhaustif entrant dans le cadre du nouveau dispositif a été réalisé en 2007.

En 2022, la commune comptait 40 habitants, en évolution de +37,93 % par rapport à 2016 (Ariège : +1,48 %, France hors Mayotte : +2,11 %).
| 1793 | 1800 | 1806 | 1821 | 1831 | 1836 | 1841 | 1846 | 1851 |
| ---- | ---- | ---- | ---- | ---- | ---- | ---- | ---- | ---- |
| 238  | 201  | 367  | 380  | 419  | 396  | 417  | 438  | 434  |

| 1856 | 1861 | 1866 | 1872 | 1876 | 1881 | 1886 | 1891 | 1896 |
| ---- | ---- | ---- | ---- | ---- | ---- | ---- | ---- | ---- |
| 415  | 414  | 415  | 350  | 326  | 312  | 304  | 302  | 287  |

| 1901 | 1906 | 1911 | 1921 | 1926 | 1931 | 1936 | 1946 | 1954 |
| ---- | ---- | ---- | ---- | ---- | ---- | ---- | ---- | ---- |
| 270  | 235  | 205  | 191  | 163  | 145  | 139  | 93   | 80   |

| 1962 | 1968 | 1975 | 1982 | 1990 | 1999 | 2006 | 2007 | 2012 |
| ---- | ---- | ---- | ---- | ---- | ---- | ---- | ---- | ---- |
| 95   | 64   | 53   | 51   | 50   | 43   | 27   | 25   | 28   |

| 2017 | 2022 | - | - | - | - | - | - | - |
| ---- | ---- | - | - | - | - | - | - | - |
| 29   | 40   | - | - | - | - | - | - | - |

Buzan est une commune rurale qui compte 40 habitants en 2022, après avoir connu un pic de population de 438 habitants en 1846. Ses habitants sont appelés les Buzanais ou Buzanaises.
| selon la population municipale des années : | 1968 | 1975 | 1982 | 1990 | 1999 | 2006 | 2009 | 2013 |
| Rang de la commune dans le département      | 231  | 284  | 268  | 262  | 275  | 316  | 322  | 310  |
| Nombre de communes du département           | 340  | 328  | 330  | 332  | 332  | 332  | 332  | 332  |

### Sports et loisirs
pétanque, randonnée pédestre

## Économie

### Emploi
| Division       | 2008   | 2013   | 2018   |
| -------------- | ------ | ------ | ------ |
| Commune        | 28,6 % | 15,8 % | 13,3 % |
| Département    | 8,9 %  | 11,1 % | 11,2 % |
| France entière | 8,3 %  | 10 %   | 10 %   |

En 2018, la population âgée de 15 à 64 ans s'élève à 14 personnes, parmi lesquelles on compte 53,3 % d'actifs (40 % ayant un emploi et 13,3 % de chômeurs) et 46,7 % d'inactifs,. Depuis 2008, le taux de chômage communal (au sens du recensement) des 15-64 ans est supérieur à celui de la France et du département.
La commune est hors attraction des villes,. Elle compte 7 emplois en 2018, contre 12 en 2013 et 3 en 2008. Le nombre d'actifs ayant un emploi résidant dans la commune est de 7, soit un indicateur de concentration d'emploi de 99,3 % et un taux d'activité parmi les 15 ans ou plus de 35,7 %.
Sur ces 7 actifs de 15 ans ou plus ayant un emploi, 4 travaillent dans la commune, soit 57 % des habitants. Pour se rendre au travail, 42,9 % des habitants utilisent un véhicule personnel ou de fonction à quatre roues, 14,3 % s'y rendent en deux-roues, à vélo ou à pied et 42,9 % n'ont pas besoin de transport (travail au domicile).

### Activités hors agriculture
Deux établissements seulement relevant d’une activité hors champ de l’agriculture sont implantés  à Buzan au 31 décembre 2019.

### Agriculture
|                                   | 1988 | 2000 | 2010 |
| --------------------------------- | ---- | ---- | ---- |
| Exploitations                     | 8    | 4    | 2    |
| Superficie agricole utilisée (ha) | 229  | 175  | 22   |

La commune fait partie de la petite région agricole dénommée « Région pyrénéenne ». En 2010, l'orientation technico-économique de l'agriculture  sur la commune est l'élevage de bovins pour la viande. Deux exploitations agricoles ayant leur siège dans la commune sont dénombrées lors du recensement agricole de 2010 (huit en 1988). La superficie agricole utilisée est de 22 ha.

## Culture locale et patrimoine

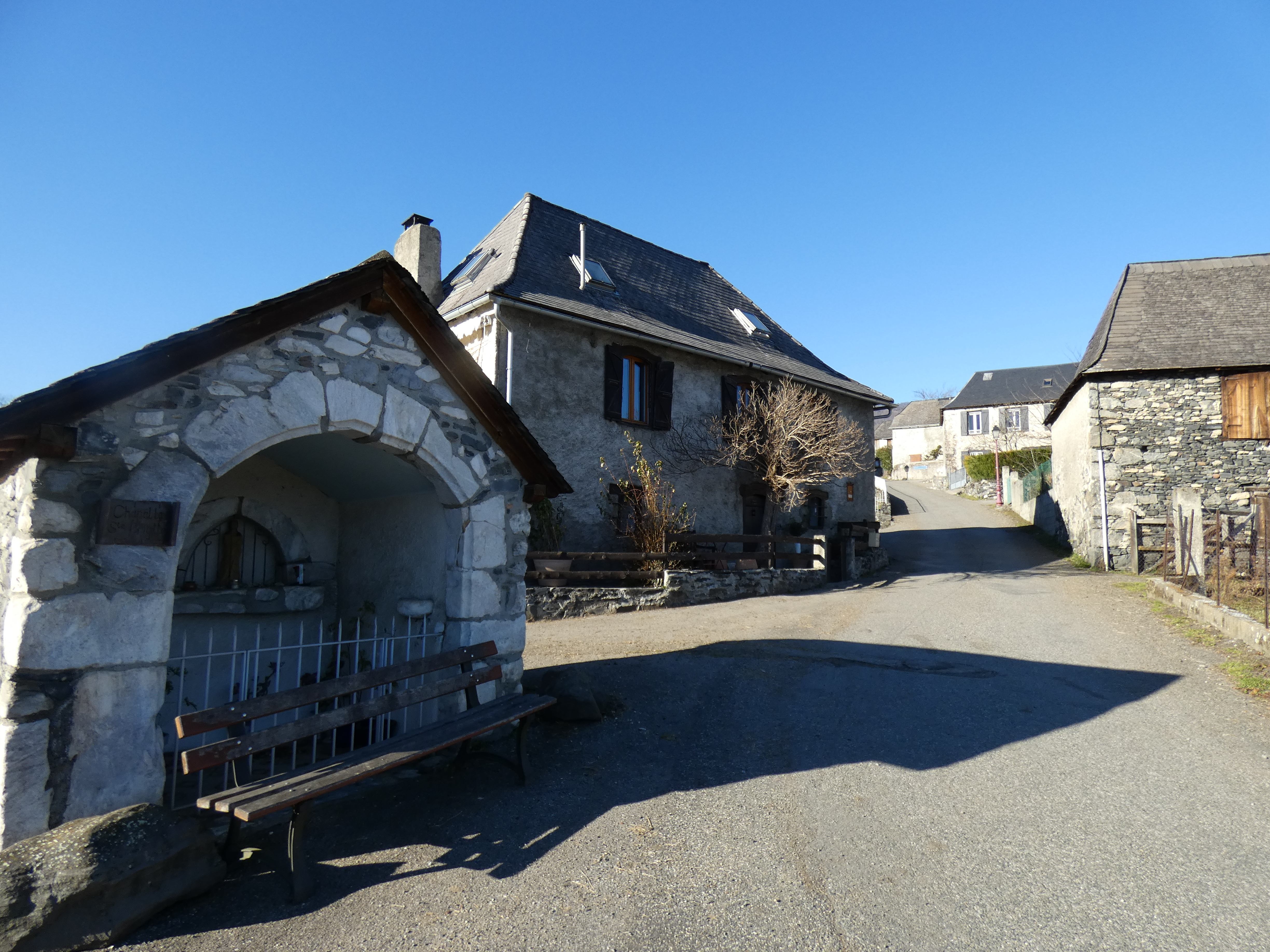
Oratoire Sainte-Brigitte

### Lieux et monuments
- Oratoire Sainte-Brigitte de Suède, née vers 1303, patronne des pèlerins vers Saint-Jacques-de-Compostelle.
- Église Notre-Dame-de-l'Assomption.
- Le sentier de grande randonnée 78 traverse le village.
- Forêt de la Bellongue nord.
- Gouffre des Papillons, profond de 606 m avec un développement de 5 km.

## Pour approfondir